# Suwon World Cup Stadium
Suwon World Cup Stadium (수원 월드컵 경기장) è lo stadio di calcio di Suwon, in Corea del Sud.
Costruito nel 2001, ospitò l'anno successivo alcune gare del campionato del mondo 2002;
- Stati Uniti -  Portogallo 3-2 (gruppo D) il 5 giugno
- Senegal -  Uruguay 3-3 (gruppo A) il 11 giugno
- Costa Rica -  Brasile 2-5 (gruppo C) il 13 giugno
- Spagna -  Irlanda 1-1, 3-2 d.c.r. (ottavi di finale) il 16 giugno

Attualmente è utilizzato dallo Suwon Samsung Bluewings ed ha una capienza di circa 43000 posti a sedere.